# Ivan Khristoforovich Bagramyan
Ivan Khristoforovich Bagramyan (tiếng Nga: Иван Христофорович Баграмян) hay Hovhannes Khachatury Baghramyan (tiếng Armenia: Հովհաննես Խաչատուրի Բաղրամյան) (sinh ngày 2 tháng 12, lịch cũ ngày 20 tháng 11, năm 1897, mất ngày 21 tháng 9 năm 1982) là một chỉ huy cao cấp của Hồng quân Liên Xô trong Chiến tranh thế giới thứ hai và sau đó là Nguyên soái Liên Xô. Trong Chiến tranh giữ nước vĩ đại, ông là người đầu tiên không thuộc gốc Slav trở thành Tư lệnh một phương diện quân của lực lượng vũ trang Xô viết.

## Tiểu sử
Ivan Bagramian là con trai của một công nhân đường sắt người Armenia tên là Khachatur Bagramyan, ông sinh ra tại làng Chardakhlu gần thành phố Yelizavetpol thuộc Đế quốc Nga (sau này đổi tên là Kirovabad rồi Ganja thuộc Azerbaijan). Hamazasp Khachaturi Babadzhanian, một Nguyên soái lực lượng thiết giáp Xô viết, cũng là người làng này.
Bagramian dự định tiếp tục theo nghề đường sắt của cha, sau khi học hai năm tại Yelizavetpol ông đăng ký vào một viện kỹ thuật đường sắt tại Tiflis, Gruzia và trở thành một thợ máy tàu hỏa.

## Sự nghiệp

### Khởi đầu

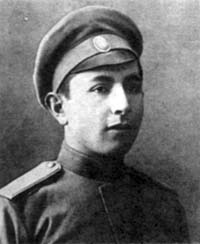
I. K. Bagramian năm 1916

Năm 1915, Bagramian tình nguyện gia nhập quân đội Đế quốc Nga, ông phục vụ tại Trung đoàn biên giới Caucasus số 2 của Lực lượng viễn chinh Nga đang chiến đấu chống lại Đế quốc Ottoman tại mặt trận Caucasus. Tháng 6 năm 1917, ông tốt nghiệp Học viện quân sự Tiflis với hàm Thiếu úy (praporshchik) quân đội Đế quốc Nga. Sau khi Cách mạng tháng Mười nổ ra tháng 11 năm 1917, đơn vị của ông bị giải tán.
Năm 1918, sau khi nước Cộng hòa Armenia ra đời, Bagramian đăng ký vào Trung đoàn Armenia số 3. Ngày 1 tháng 4, Bagramian tham gia chiến đấu trong Trung đoàn kỵ binh Armenia số 1 có nhiệm vụ ngăn chặn cuộc tấn công của quân đội Đế quốc Ottoman hòng thôn tính vùng Karaourgani và Sarıkamış của Armenia. Trong cuộc chiến này, Bagramian nổi bật với thành tích trong trận Sardarapat tháng 5 năm 1918 khi quân đội Armenia giành một chiến thắng quyết định trước người Thổ Nhĩ Kỳ. Ông còn tiếp tục phục vụ trong trung đoàn này đến tháng 5 năm 1920.

### Giữa hai cuộc chiến
Tháng 5 năm 1920, Bagramian gia nhập Tập đoàn quân số 11 của Hồng quân Liên Xô, công tác trong một trung đoàn kỵ binh, Sau khi Nội chiến Nga kết thúc, ông được cử theo học các khóa đào tạo nâng cao cho các cán bộ chỉ huy và năm 1923 được bổ nhiệm làm chỉ huy trung đoàn kỵ binh Leninakan trong sư đoàn súng trường Armenia.
NMùa thu năm 1924, ông được gửi đến Leningrad để theo học tại Trường Kỵ binh Cao cấp. Cùng lớp với ông có nhiều chỉ huy quân sự khác mà về sau đã trở thành những tướng soái lừng danh như G.K. Zhukov, A.I. Yeryomenko, K.K. Rokossovsky, P.L. Romanenko.... Chẳng bao lâu Trường Kỵ binh Cao cấp được đổi tên thành Các Khóa học Bồi dưỡng Kỵ binh cho Bộ Tham mưu Chỉ huy của Lực lượng Kỵ binh Hồng quân (Кавалерийские курсы усовершенствования командного состава конницы РККА - ККУКС, KKUKS), và thời gian đào tạo được giảm từ hai năm xuống còn một năm.
Sau khi tốt nghiệp khóa học năm 1925, Bagramian trở lại công tác tại đơn vị cũ. Năm 1931, ông tốt nghiệp khóa đào tạo nâng cao sĩ quan cao cấp và cùng năm đó vào Học viện Quân sự M.V. Frunze. Sau khi tốt nghiệp học viện vào tháng 6 năm 1934, ông được bổ nhiệm làm Tham mưu trưởng Sư đoàn kỵ binh số 5 thuộc Quân khu Kiev. Ngày 29 tháng 11 năm 1935, ông được phong quân hàm Đại tá.
Tháng 10 năm 1936, ông được bổ nhiệm chức vụ Trưởng phòng Tác chiến Bộ tham mưu Tập đoàn quân. Trong cuộc thanh trừng hàng loạt của Hồng quân, ông bị cáo buộc nhiều tội danh khác nhau vì từng phục vụ trong “quân đội Armenia tư sản”, nhưng vị nguyên soái tương lai may mắn được cứu thoát sự can thiệp của người đồng hương A.I. Mikoyan.
Mùa thu năm 1936, Bagramian trúng tuyển vào khóa đầu tiên của Học viện Bộ Tổng tham mưu, nơi ông theo học "khóa học nguyên soái" nổi tiếng, mà nhiều học viên về sau này trở thành những tướng soái lừng danh (4 nguyên soái, 6 đại tướng, 8 thượng tướng, 1 đô đốc).
Sau khi tốt nghiệp năm 1938, Bagramian được giữ lại Học viện với tư cách là một giảng viên cao cấp trong khoa chiến thuật. Trên cương vị này, ông đã tham gia phát triển khái niệm chiến thuật “Tác chiến của một nhóm cơ giới kỵ binh” ở mức nghệ thuật tác chiến. Không giống như những người bạn học của mình, vốn trở về phục vụ tại đơn vị và thăng tiến nhanh cả chức vụ lẫn cấp bậc, Bagramian dẫm chân tại chỗ với cấp bậc đại tá trong suốt thời gian phục vụ tại Học viện. Năm 1940, khi người bạn học cũ Zhukov được thăng chức Tư lệnh Quân khu Đặc biệt Kiev ở Ukraina, Bagramian đã viết thư đề nghị được làm việc dưới sự chỉ huy trực tiếp của Zhukov. Zhukov đồng ý nhưng đề nghị Bagramian giúp ông thảo một bản thuyết trình để nói trước các Tư lệnh quân khu khác. Bản thuyết trình "Về việc tiến hành một chiến dịch tấn công hiện đại" của Bagramian đã thực sự làm Zhukov ấn tượng và tháng 9 năm 1940, Bagramian được bổ nhiệm làm trưởng ban tác chiến Tập đoàn quân số 12 đang đóng trên đất Ukraina. Chỉ ba tháng sau, tháng 11 năm 1940, ông được chuyển sang giữ chức vụ Trưởng phòng tác chiến, kiêm Phó tham mưu trưởng Quân khu đặc biệt Kiev.

### Chiến tranh thế giới thứ hai

#### Ukraina
Tháng 6 năm 1941, Đức Quốc xã phá vỡ Hiệp ước Xô-Đức tấn công Liên Xô. Bagramian và Tư lệnh của ông, tướng Mikhail Kirponos cùng tin rằng cuộc tấn công của người Đức là không thể tránh khỏi, tuy nhiên Kipronos lại bỏ qua ý kiến của Bagramian về việc quân Đức sẽ sử dụng chiến thuật chiến tranh chớp nhoáng (Blitzkrieg) giống như ở Ba Lan năm 1939 và Tây Âu năm 1940.
Trong buổi sáng ngày 22 tháng 6, Bagramian được lệnh kiểm tra việc di chuyển của một lực lượng Hồng quân về Ternopol. Khi đội hình hàng dọc của ông đang đi qua một căn cứ không quân gần thành phố Brody thì quân Đức bắt đầu oanh tạc. 3 ngày sau đó, kế hoạch phản công đã được hoàn thành nhưng không thể thực hiện vì đội ngũ Hồng quân đã trở nên rối loạn. Bagramian bắt đầu tham gia vào các trận giao chiến lớn bằng xe tăng ở miền Tây Ukraina và cuộc phòng thủ thành phố Kiev. Tại trận chiến này, Kirponos đã hy sinh và hầu như toàn bộ lực lượng Xô viết đã bị quân Đức bắt sống. Bagramian là một trong số ít các sĩ quan cao cấp thoát được vòng vây của người Đức. Bagramian đã chỉ huy bộ phận tiền phương của cuộc phá vây và rút lui. Ông đã thành công trong việc đưa khoảng 2 vạn quân sĩ thoát khỏi vòng vây của quân Đức.
Khi trận Rostov nổ ra năm 1941, Bagramian được cử làm tham mưu trưởng cho Nguyên soái Semyon Timoshenko và Ủy viên hội đồng quân sự Nikita Khrushchev, người sau này trở thành Bí thư thứ nhất Đảng Cộng sản Liên Xô. Trong hồi ký của mình, Khrushchev nhận xét Bagramian "là một người rất chính xác luôn ghi nhớ chính xác mọi thứ, chúng ta có bao nhiêu lính, vị trí của họ ra sao, và vị trí chung của cả lực lượng ra sao".
Sau đó, Bagramian đóng vai trò quan trọng trong việc hoạch định hai kế hoạch phản công của Hồng quân, trong đó có một chiến dịch quan trọng trong Trận Moskva, 1941 vào tháng 12 nhằm đẩy lui quân Đức. Nhờ thành tích này ông được phong hàm trung tướng và chuyển sang làm tham mưu trưởng cho chiến dịch phối hợp phản công Kharkov của Phương diện quân Nam, Phương diện quân Tây Nam và Phương diện quân Bryansk. Tháng 3 năm 1942 ông cùng Khrushchev và Timoshenko đến Moskva để trình bày kế hoạch này với Stalin. Rất ấn tượng với sự trình bày của Bagramian, Stalin cử ông làm Tham mưu trưởng Phương diện quân Tây Nam. Ngày 12 tháng 3, phương diện quân này bắt đầu tấn công Kharkov, cuộc tấn công không được như ý muốn vì địa điểm tổ chức phản công là Barvenkovo đã bị lực lượng Đức tiến đến rất sát. Ngày 18 tháng 5, Bagramian đề nghị Timoshenko sửa lại kế hoạch tấn công nhưng Timoshenko và Stalin đã gạt bỏ đề nghị của ông. Các lực lượng Xô viết bao gồm Tập đoàn quân 6, 9 và 57 (khoảng 18 đến 20 Sư đoàn, chiếm phần lớn lực lượng Phương diện quân Tây Nam) bị tiêu diệt gần như hoàn toàn và Bagramian bị cách chức ngày 28 tháng 6. Ông bị hạ xuống làm tham mưu trưởng của Tập đoàn quân số 28.

#### Tập đoàn quân số 16
Sau khi tướng Konstantin Rokossovsky được cử làm Tư lệnh Phương diện quân Bryansk, Zhukov đã đề cử Bagramian thay vị trí Tư lệnh của Rokossovsky tại Tập đoàn quân số 16. Ngày 30 tháng 7, Hồng quân mở cuộc tấn công mới ở phía Tây nhằm đẩy lùi quân Đức đang tiến về Moskva từ hướng Sông Volga. Trong hai tuần tiếp theo, mục tiêu chiến dịch được hoàn thành và người Liên Xô cũng lấy lại được một số vùng đất. Tuy vậy ngày 11 tháng 8, quân đội Đức Quốc xã bất ngờ tấn công vào cánh phía Nam của Phương diện quân Tây, chia cắt Tập đoàn quân số 61 khỏi Tập đoàn quân 16. Thấy cánh trái Tập đoàn quân của mình bị đe dọa, Bagramian buộc phải nhanh chóng tổ chức phản công và ngăn không cho quân Đức tiến xa hơn.
Phần lớn các trận chiến của mặt trận phía Đông lúc này tập trung ở Stalingrad, Tập đoàn quân số 16 không được lệnh tham chiến mãi đến tháng 2 năm 1943. Tập đoàn quân 16, bao gồm 4 sư đoàn và một lữ đoàn bộ binh được cấp thêm hai sư đoàn, một lữ đoàn bộ binh, bốn lữ đoàn xe tăng vài trung đoàn pháo binh, đã tấn công quân Đức dữ dội ở Bryansk cùng với Phương diện quân Tây và Bryansk. Với thành tích này, Tập đoàn quân số 16 đã được đổi tên thành Tập đoàn quân Cận vệ số 11.

#### Kursk
Sau bước ngoặt quan trọng tại Trận Stalingrad, lực lượng Đức đã tổ chức lại để chuẩn bị cho một cuộc tấn công mùa Hè năm 1943 nhằm vào các lực lượng Xô viết ở vòng cung Kursk. Tuy nhiên Hồng quân đã đi trước một bước khi họ nhanh chóng chiếm giữ các vị trí gần Kozelsk và chuẩn bị cho một chiến dịch với ý đồ sẽ bao vây quân Đức giống như ở Stalingrad. Tập đoàn quân Cận vệ số 11 của Bagramian cũng được lệnh chuẩn bị tham gia cuộc tấn công này nhưng ông vẫn cảnh báo với Bộ Tổng Tư lệnh tối cao (STAVKA) rằng kế hoạch vạch ra đã quá tin tưởng vào việc có thể lập lại "cái túi" bao vây quân Đức giống ở Stalingrad, và rằng đội hình tập đoàn quân của ông sẽ bị kéo căng và gặp khó khăn trong việc tấn công những vị trí phòng ngự kiên cố của người Đức ở Bolkhov. Không muốn lập lại một thất bại giống ở Kharkov, Bagramian đề nghị cử Tập đoàn quân 61 từ Phương diện quân Bryansk phối hợp cùng đơn vị của mình trong việc tiêu diệt quân Đức ở Bolkhov, cũng có nghĩa là triệt tiêu sức đề kháng từ phía Bắc của Tập đoàn quân số 9 Đức Quốc xã. Tuy vậy chỉ huy trực tiếp của Bagramian là Vasily Danilovich Sokolovsky cũng như Tư lệnh Phương diện quân Bryansk M. A. Reyter đã từ chối đề nghị của ông. Nhưng sau đó trong quá trình chuẩn bị chiến dịch, Stalin thấy kế hoạch của Bagramian có lẽ hợp lý hơn và ông được giao 20 ngày để chuẩn bị lực lượng cho Tập đoàn quân 11. Ngày 24 tháng 5, Bagramian báo cáo đã hoàn thành việc chuẩn bị tấn công, tập đoàn quân của ông lúc này bao gồm 135.000 lính, 280 xe thiết giáp, 2.700 pháo vài trăm máy bay. Tuy nhiên Stalin cảm thấy hiệu quả chiến dịch cần phải đạt cao hơn và đã hoãn nó trong vài tháng.
Cuối cùng thì Chiến dịch Kursk cũng bắt đầu ngày 5 tháng 7 năm 1943 khi quân Đức mở cuộc tấn công mang tên "Thành Trì" ở khu vực Kursk nhưng gặp thất bại trước sự chuẩn bị phòng thủ kỹ càng của Hồng quân. Tận dụng thời cơ, ngày 12 tháng 7, các lực lượng do Bagramian chỉ huy bắt đầu Chiến dịch Kutuzov và nhanh chóng chọc thủng tuyến phòng ngự của quân đội Đức Quốc xã, tiến sâu 75 km vào hậu phương quân Đức. Ngày 28 tháng 7, chiến dịch hoàn toàn thành công và Bagramian được phong cấp Thượng tướng. Trong một tháng sau đó, Tập đoàn quân 11 đã tham gia vào cuộc tấn công trên quy mô lớn bằng xe tăng của Hồng quân dẫn tới việc tiêu diệt một lực lượng lớn của quân đội Đức Quốc xã.

#### Belarus

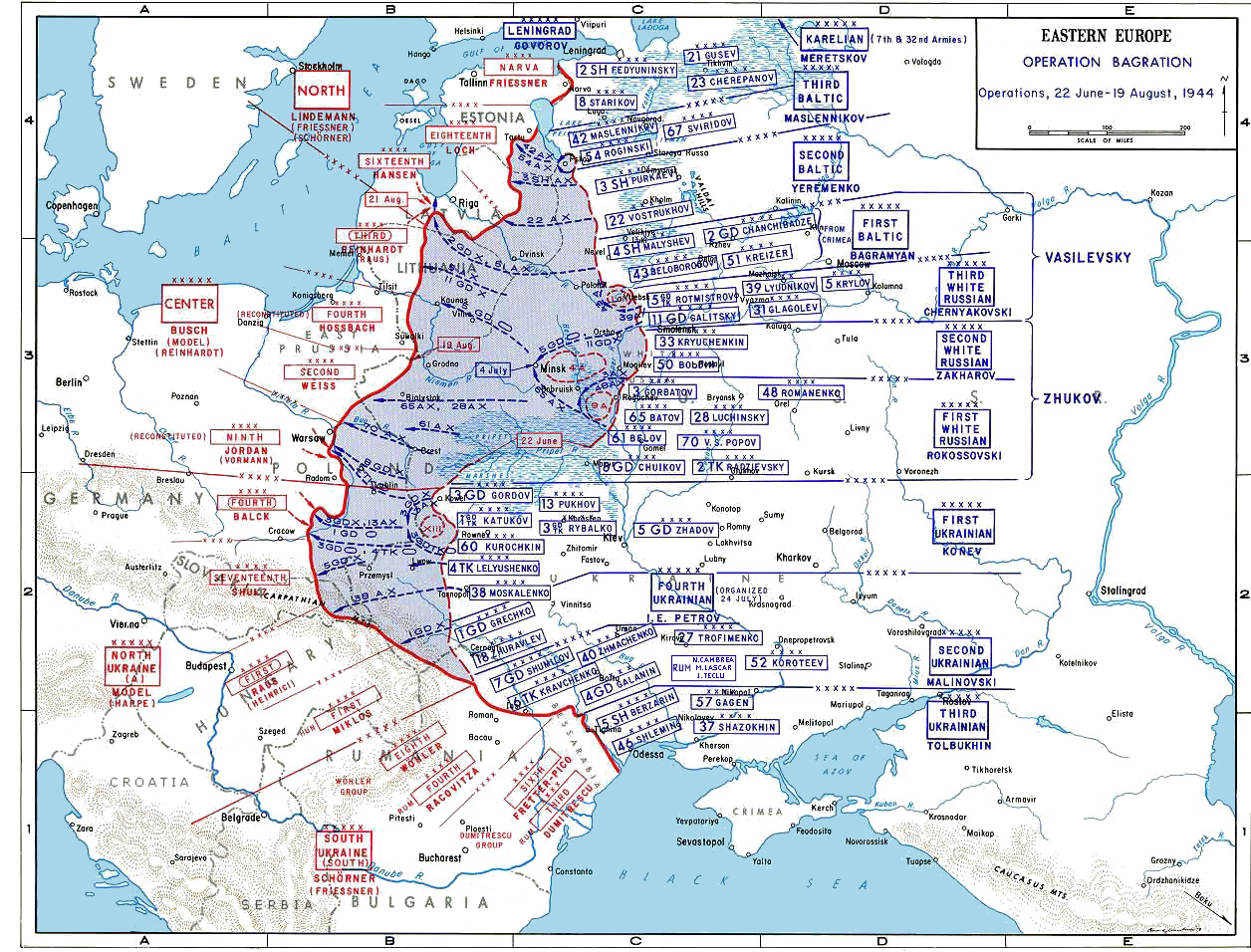
Chiến dịch Bagration

Sau những chiến dịch ở Kursk, Hồng quân bắt đầu mở một loạt các cuộc tấn công trên các mặt trận khác nhau để đẩy quân Đức ra khỏi lãnh thổ Liên Xô. Tháng 10 năm 1943, Tập đoàn quân của Bagramian được chuyển vào Phương diện quân Baltic 2 có nhiệm vụ giải phóng Belarus và đẩy quân Đức ra khỏi vùng Baltic. Tháng 11, Bagramian được phong hàm Đại tướng và cử làm Tư lệnh Phương diện quân Baltic 1 cũng có nhiệm vụ tương tự.
Với việc Hồng quân tiến đến vùng Baltic và Ukraina, phần lớn Cụm quân Trung tâm của Đức đã bị cô lập và Tổng hành dinh của Liên Xô bắt đầu chuẩn bị tiêu diệt một "cái túi" mới bao gồm các Tập đoàn quân 2, 4, 9 và Sư đoàn thiết giáp số 3 của người Đức. Chiến dịch này mang mật danh Chiến dịch Bagration. Tham gia chiến dịch là các Phương diện quân Belorussia 1, 2, 3 và Phương diện quân Baltic 1. Nhiệm vụ của phương diện quân do Bagramian chỉ huy là tấn công lực lượng Đức trong cái túi, vượt Sông Daugava và cùng với Phương diện quân Belorussia 3 quyét sạch quân Đức khỏi Vitebsk và vùng lân cận. Tuy cảm thấy kế hoạch chiến dịch là rất hợp lý, Bagramian cũng đề nghị cấp trên là hai nguyên soái Georgy Zhukov, Aleksandr Vasilevsky, cho phép Phương diện quân Baltic 1 tiến về phía Tây và tiêu diệt Sư đoàn thiết giáp số 3, tức là cắt đôi Cụm tập đoàn quân Bắc của Đức. Kế hoạch được chấp nhận, để giảm thiểu thương vong cho binh sĩ, Bagramian quyết định tận dụng yếu tố bất ngờ khi ra lệnh cho Tập đoàn quân số 43 vượt qua vùng đầm lầy tấn công vào cánh phải của Cụm tập đoàn quân Bắc vốn tập trung sự phòng thủ vào các cuộc tấn công của Hồng quân từ vùng có địa hình thích hợp hơn. Đúng như Bagramian đã dự đoán, Tập đoàn quân 43 đã thành công, chỉ huy lực lượng này, tướng Beloborodov đã viết lại rằng trong cuộc tấn công, lính của ông đã bắt được một tướng Đức, vị tướng này thừa nhận quân Đức đã hoàn toàn bất ngờ vì sự tấn công của người Liên Xô.
Ngày 3 tháng 7 năm 1944, lực lượng của Bagramian chiếm được Polatsk và tiêu diệt hoàn toàn Sư đoàn thiết giáp số 3 của Đức. Với thành tích này, ngày 7 tháng 7, Bagramian được phong danh hiệu cao quý Anh hùng Liên bang Xô viết.

#### Các nước Baltic

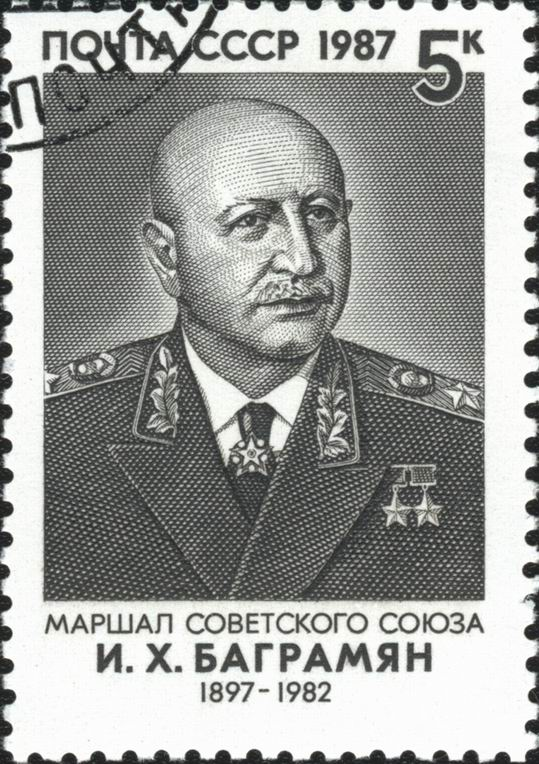
Con tem Liên Xô kỷ niệm 90 năm ngày sinh nguyên soái I. Kh. Bagramian, (1897-1987)

Sau Chiến dịch Bagration, phương diện quân của Bagramian được cấp thêm ba Tập đoàn quân và được lệnh tiếp tục tiến về phía Tây để chặn lực lượng còn lại của Cụm tập đoàn quân Bắc chạy về Đức. Bản thân Bagramian lại tin rằng vẫn có khả năng những lực lượng này sẽ tiếp tục kháng cự tại Riga, chỉ huy mặt trận Baltic là nguyên soái Vasilevsky đã đồng ý với quan điểm này của Bagramian. Quân Đức đã hành động như dự đoán của Bagramian khi Cụm tập đoàn quân Bắc cố gắng đánh vào sườn lực lượng của ông khi đội quân này tiến về Litva và Đông Latvia. Tuy Stalin không đồng ý với đề nghị của Bagramian nhưng Vasilevsky với vị trí chỉ huy trực tiếp mặt trận, đã đồng ý cho Bagramian tiếp tục kế hoạch.
Ngày 30 tháng 7, Phương diện quân Baltic 1 của Bagramian cuối cùng cũng tiến đến thành phố biển Tukums gần Vịnh Riga và tiêu diệt hoàn toàn 38 Sư đoàn bộ binh và thiết giáp của Đức ở Latvia. Ngày 14 tháng 9, các Phương diện quân Baltic 1, 2 và 3 mở cuộc tấn công toàn diện vào Riga. Ngày 24 tháng 9, khi chỉ còn cách Riga 19 km, lực lượng của Bagramian được lệnh để lại nhiệm vụ cho hai phương diện còn lại để tiến về Memel. Trận Memel diễn ra từ ngày 5 tháng 10 đến ngày 10 tháng 10 đã ngăn chặn được sự rút lui của Cụm tập đoàn quân Bắc về phía Đông Phổ.
Đầu năm 1945, lực lượng của Bagramian, dưới sự chỉ huy chung của Vasilevsky tiến vào Đông Phổ. Trong Chiến dich Königsberg, phương diện quân của Bagramian, bây giờ có tên Phương diện quân Sambia đã chiếm được Königsberg (nay là Kaliningrad) từ tay người Đức. Ngày 9 tháng 5 năm 1945, Bagramian là người chấp nhận sự đầu hàng của các lực lượng Đức tại Latvia.

### Sự nghiệp sau chiến tranh
Sau năm 1945, Bagramian tiếp tục là Tư lệnh Quân khu Baltic. Năm 1954 ông được cử làm Tổng thanh tra Bộ Quốc phòng và 1 năm sau là Thứ trưởng Bộ Quốc phòng và được thăng hàm Nguyên soái Liên bang Xô viết. Ông cũng là Hiệu trưởng Học viện quân sự của Bộ Tổng tham mưu và Tư lệnh lực lượng dự bị động viên của Các lực lượng vũ trang Xô viết.
Tháng 8 năm 1967, Bagramian đã tháp tùng Thủ tướng Liên Xô Alexey Kosygin tới miền Bắc Việt Nam để thảo luận về việc viện trợ hậu cần và vũ khí.
Bagramian nghỉ hưu năm 1968. Năm 1971 và 1977 ông cho xuất bản hai tập hồi ký về Chiến tranh giữ nước vĩ đại. Sau khi Nguyên soái Vasily Chuikov qua đời ngày 18 tháng 3 năm 1982, Bagramian là chỉ huy cao cấp cuối cùng của Hồng quân trong Chiến tranh thế giới thứ hai còn sống. Tuy vậy cũng chỉ vài tháng sau, ngày 21 tháng 9 ông qua đời ở tuổi 84 và được chôn cất tại chân tường của Điện Kremlin.

## Vinh danh
Bagramian đã được tặng thưởng rất nhiều loại huân, huy chương trong đó có 2 lần Anh hùng Liên Xô, 7 Huân chương Lênin, 2 Huân chương Suvorov và Huân chương Kutuzov.
Một trường bắn ở Armenia, một ga tàu điện ngầm và một đường phố ở Yerevan đã được mang tên ông.

## Lược sử quân hàm
- Đại tá: 29 tháng 11 năm 1935
- Thiếu tướng: 12 tháng 8, 1941
- Trung tướng: 27 tháng 12 năm 1941
- Thượng tướng: 27 tháng 8 năm 1943
- Đại tướng: 17 tháng 11 năm 1943
- Nguyên soái Liên Xô: 11 tháng 3 năm 1955